# Минесота Тимбърулвс
Минесота Тимбърулвс е професионален баскетболен отбор от Минеаполис, САЩ. Състезава се в НБА в Северозападната дивизия на Западната Конференция.

## История
Отборът е създаден през 1989 година. Най-доброто им постижение в НБА е спечелването на дивизията през 2004 година.

## Успехи
- Шампиони на Северозападната дивизия – 1 път (2004)